# Giro del Trentino Alto Adige-Südtirol
Giro del Trentino Alto Adige-Südtirol – etapowy kolarski wyścig kobiet, organizowany we włoskim rejonie Trydent-Górna Adyga od 1994 roku. Impreza rozgrywana jest co roku w czerwcu, a w kalendarzu Międzynarodowej Unii Kolarskiej figuruje jako wyścig kategorii 2.1.

## Historia
W 1994 roku inauguracyjna edycja Giro del Trentino Alto Adige-Südtirol rozegrana została jako wyścig jednodniowy. W latach 1995–2013 czerwcowe zmagania co roku liczyły od trzech do sześciu dni, wracając jednak do formatu jednodniówki latach 2014 i 2015. W sezonie 2016 impreza ponownie odbywa się jako wyścig etapowy.
Na przestrzeni lat najwięcej zwycięstw na koncie zapisała Włoszka Fabiana Luperini, która na drogach Trydentu triumfowała pięciokrotnie, w sumie w trakcie kariery na podium wyścigu stając 9 razy. 

## Wyniki
Wyścig etapowy
| Rok  | 1. miejsce            | 2. miejsce            | 3. miejsce             |
| ---- | --------------------- | --------------------- | ---------------------- |
| 1994 | Imelda Chiappa        | Roberta Bonanomi      | Fabiana Luperini       |
| 1995 | Fabiana Luperini      | Roberta Bonanomi      | Sigrid Corneo          |
| 1996 | Fabiana Luperini      | Vera Holfer           | Alessandra Cappellotto |
| 1997 | Pia Sundstedt         | Fabiana Luperini      | Barbara Hebb           |
| 1998 | Monica Bandini        | Fabiana Luperini      | Joane Somarriba        |
| 1999 | Fabiana Luperini      | Swietłana Bubnienkowa | Pia Sundstedt          |
| 2000 | Pia Sundstedt         | Fabiana Luperini      | Swietłana Bubnienkowa  |
| 2001 | Fabiana Luperini      | Rosalisa Lapomarda    | Alessandra Cappellotto |
| 2002 | Fabiana Luperini      | Nicole Brändli        | Zinaida Stahurska      |
| 2003 | Luisa Tamanini        | Susanne Ljungskog     | Jolanta Polikevičiūtė  |
| 2004 | Tina Liebig           | Zinaida Stahurska     | Modesta Vzesnaiuskaite |
| 2005 | Swietłana Bubnienkowa | Nicole Brändli        | Judith Arndt           |
| 2006 | Swietłana Bubnienkowa | Nicole Brändli        | Edita Pučinskaitė      |
| 2007 | Edita Pučinskaitė     | Fabiana Luperini      | Svetlana Stolbova      |
| 2008 | Fabiana Luperini      | Mara Abbott           | Claudia Häusler        |
| 2009 | Nicole Cooke          | Carla Ryan            | Svetlana Stolbova      |
| 2010 | Emma Pooley           | Judith Arndt          | Claudia Häusler        |
| 2011 | Judith Arndt          | Emma Johansson        | Tatiana Guderzo        |
| 2012 | Linda Villumsen       | Olga Zabielinska      | Emma Pooley            |
| 2013 | Evelyn Stevens        | Tatiana Guderzo       | Tatiana Antoshina      |
| 2016 | Katarzyna Niewiadoma  | Claudia Häusler       | Soraya Paladin         |

Wyścig jednodniowy
| Rok  | 1. miejsce           | 2. miejsce       | 3. miejsce     |
| ---- | -------------------- | ---------------- | -------------- |
| 2014 | Valentina Scandolara | Giorgia Bronzini | Rossella Ratto |
| 2015 | Amanda Spratt        | Anna Stricker    | Lara Vieceli   |
| 2017 | Nikola Nosková       | Hanna Nilsson    | Sina Frei      |